# Simon Ramsay, 16. Earl of Dalhousie
Simon Ramsay, 16. Earl of Dalhousie KT GCVO GBE MC (* 17. Oktober 1914; † 15. Juli 1999) war ein britischer Politiker der Conservative Party.

## Leben
Simon Ramsey, zweiter Sohn von Arthur Ramsay, 14. Earl of Dalhousie und Mary Adelaide Heathcote-Drummond-Willoughby, absolvierte seine Schulausbildung am Eton College sowie am Christ Church College. Während des Zweiten Weltkrieges leistete er seinen Militärdienst bei der Black Watch (Royal Highland Regiment) und erhielt für seine militärischen Verdienste das Military Cross und erreichte den Rang eines Majors.
Bei der Unterhauswahl 1945 wurde er als Abgeordneter der Conservative Party für den Wahlkreis Forfarshire in das House of Commons gewählt. Er war zwischen 1946 und 1948 Parlamentarischer Geschäftsführer (Whip) der konservativen Unterhausfraktion.
Beim Tod seines älteren Bruders John Ramsay, 15. Earl of Dalhousie, erbte er 1950 dessen Adelstitel. Dadurch wurde er zugleich Mitglied im House of Lords und schied aus dem House of Commons aus.
Zwischen 1957 und 1963 war er Generalgouverneur der Föderation von Rhodesien und Njassaland. Die Föderation zerbrach offiziell am 31. Dezember 1963, als Nordrhodesien als Sambia und Njassaland als Malawi die Unabhängigkeit von Großbritannien erlangten. Das verbliebene Gebiet Südrhodesien, das heute Simbabwe bildet, wurde danach Rhodesien genannt.
Nach seiner Rückkehr nach Großbritannien übernahm er einige Ehrenämter und war zwischen 1965 und 1992 Lord Chamberlain of the Household der „Queen Mum“ Elizabeth Bowes-Lyon. Darüber hinaus war er von 1967 bis zu seiner Ablösung durch David Ogilvy, 8. Earl of Airlie, 1989 Lord Lieutenant von Angus und damit offizieller Repräsentant von Königin Elisabeth II. in einem Teil Schottlands.
Daneben war er zwischen 1977 und 1992 auch Kanzler der University of Dundee.
Ramsay war Lieutenant in der Royal Company of Archers und wurde 1971 in den Distelorden aufgenommen. Seine Titel gingen bei seinem Tode auf seinen ältesten Sohn James über.